# راک ساوند

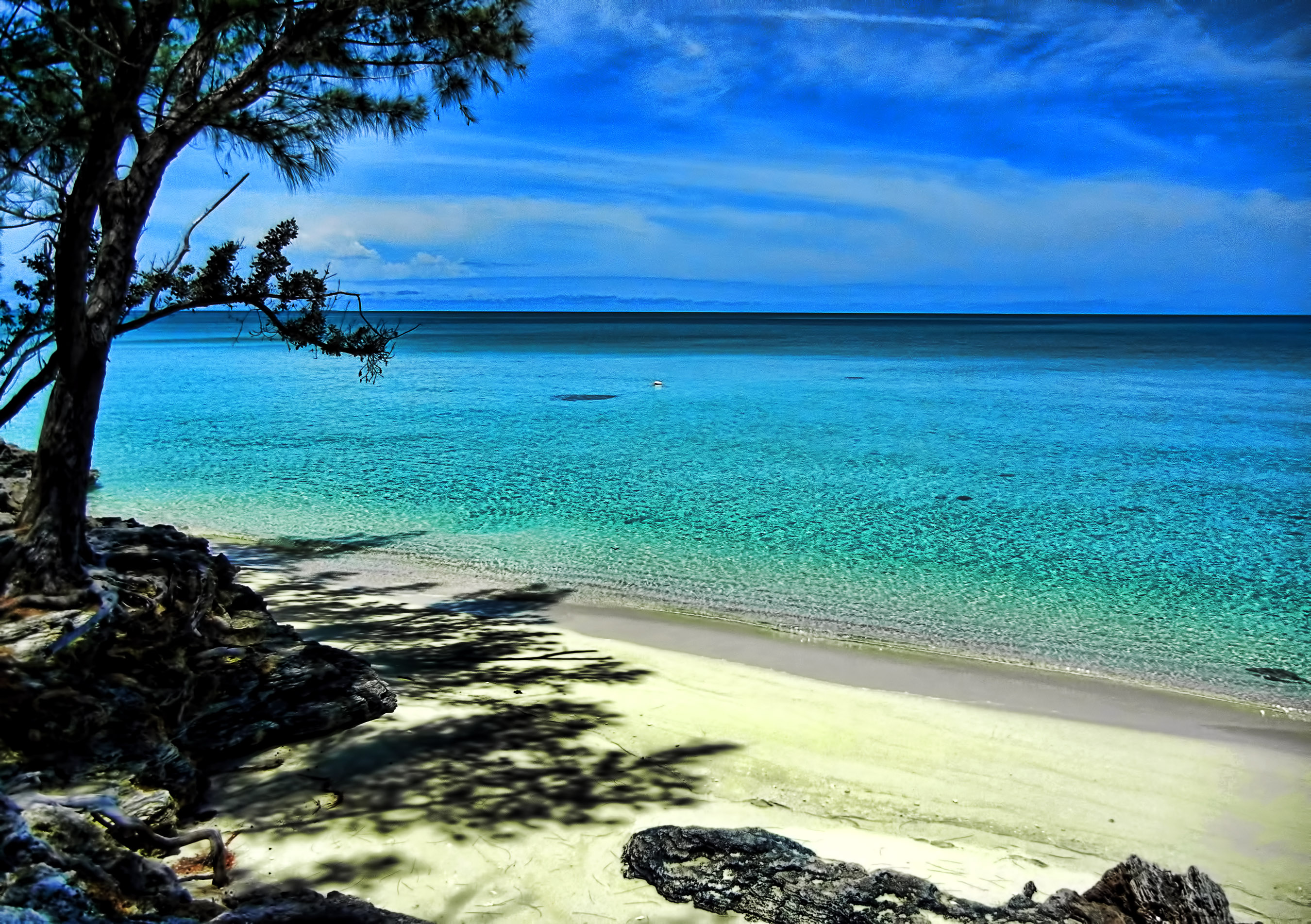
ساحل راک ساوند

راک ساوند (به انگلیسی: Rock Sound) شهری در کشور باهاما است که جمعیت آن در سرشماری سال ۲۰۰۹ میلادی، ۱٬۴۴۷ نفر بوده‌است.